# Бодовце
Бодовце (словац. Bodovce) — село в Словаччині, Сабіновському окрузі Пряшівського краю. Розташоване в північно-східній частині Словаччини в північній частині Шариської височини на південно-східних схилах Чергівських гір.
Вперше згадується у 1427 році.
В селі є римо—католицький костел св. Іоана Хрестителя.

## Населення
| Рік:            | 1994. | 2004.    | 2014.   | 2024.    |
| --------------- | ----- | -------- | ------- | -------- |
| Кількість осіб: | 277   | 321      | 334     | 392      |
| Різниця:        |       | +15,88 % | +4,04 % | +17,36 % |

| Рік:            | 2023. | 2024. |
| --------------- | ----- | ----- |
| Кількість осіб: | 392   | 392   |
| Різниця:        |       | +0 %  |

В селі проживає 328 осіб.
Національний склад населення (за даними останнього перепису населення — 2001 року):
- словаки — 100,0 %,

Склад населення за приналежністю до релігії станом на 2001 рік:
- римо-католики — 99,07 %,
- греко-католики — 0,93 %,

## Географія
Протікає Великий потік.